# Брдо (Пале)
Брдо је насељено мјесто у општини Пале, Република Српска, БиХ. Према попису становништва из 1991. у насељу је живјело 41 становника.

## Становништво
| Националност       | 1991. | 1981. | 1971. | 1961. |
| Срби               | 41    | 23    | 48    | 75    |
| остали и непознато |       |       |       |       |
| Укупно             | 41    | 23    | 48    | 75    |

| Демографија | Демографија | Демографија |
| Година      | Становника  | Становника  |
| ----------- | ----------- | ----------- |
| 1961.       | 75          |             |
| 1971.       | 48          |             |
| 1981.       | 23          |             |
| 1991.       | 41          |             |